# Jodis micantaria
Jodis micantaria là một loài bướm đêm trong họ Geometridae.